# كورزا
جبل كورزا هو جبل في جبال الأطلس الكبير الغربي، على بعد أقل من 100 كم جنوب شرق مراكش. ويتجاوز ارتفاعه 3 000 متر (بالضبط 3 280 متر) وتبقى الثلوج على قمته من شهر نوفمبر حتى شهر مايو من كل عام. وفقاً لمعتقدات الأمازيغ، فإن كورزا جبل مقدس، وكان يُنظَّم في قمتها في كل عام وعدة لذبح ثورٍ قربانًا.
يوجد في قمة كورزا عدة مقدسات غريبة، وأكوام من الحجر، تشبه الصنم الحجري للإله كورزا، وهو الإله الذي طلبت منه قبائل الهوارة حماية قطعانهم.
يزود الجبل مياه الشرب للعديد من المحليات، أبرزها أمزميز وتزالت وتينمل، بالإضافة إلى واديي أمزميز ونفيس. أطلق عليه بعض الجغرافيين الأوروبيين اسم "جبل تيزة" خطأً (بسبب لفظة تيزي التي تشير إلى تيزي إميري، الممر الذي يربط وادي نفيس بمراكش).

## صعود

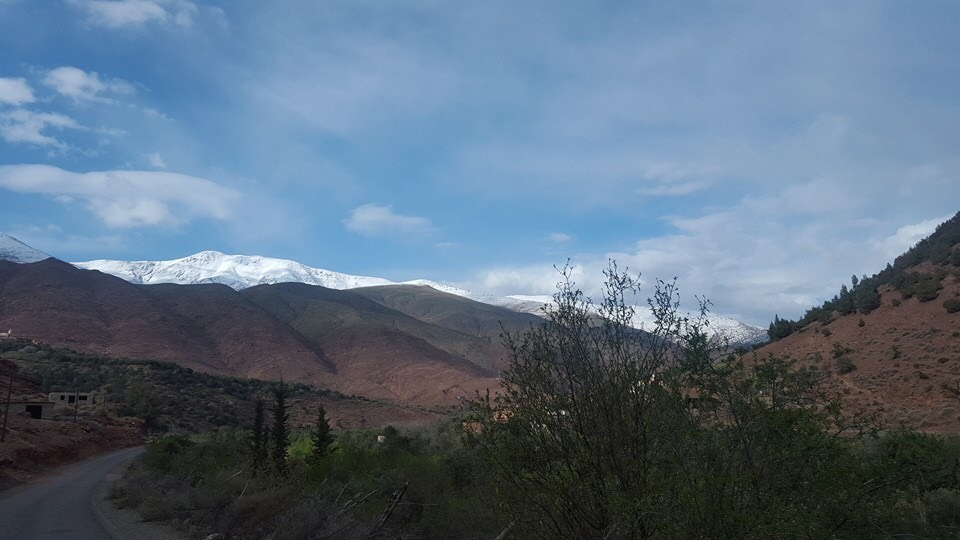
منظر لقمة كورزا المغطاة بالثلوج (الخلفية)، من محيط تينمل.

أول صعود للأوروبيين كان في عام 1871 من قبل البريطانيين: جوزيف هوكر وجورج بول، وسابقاً، لم يصل الأجانب إلى قمة يزيد ارتفاعها عن 3 000 متر في الأطلس.
ونظراً لعدم وجود طرق معبدة تؤدي إلى قمته، فإن صعوده يتطلب صحة بدنية جيدة. أفضل موسم للتسلق هو من مارس إلى يونيو. في فصل الشتاء، من الأفضل تجنب الصعود من الجانب الشمالي بسبب تساقط الثلوج بكثافة. وأسوأ فترة للتسلق في الصيف هي بين منتصف أغسطس ونهاية سبتمبر، بزيادة خطر العواصف.

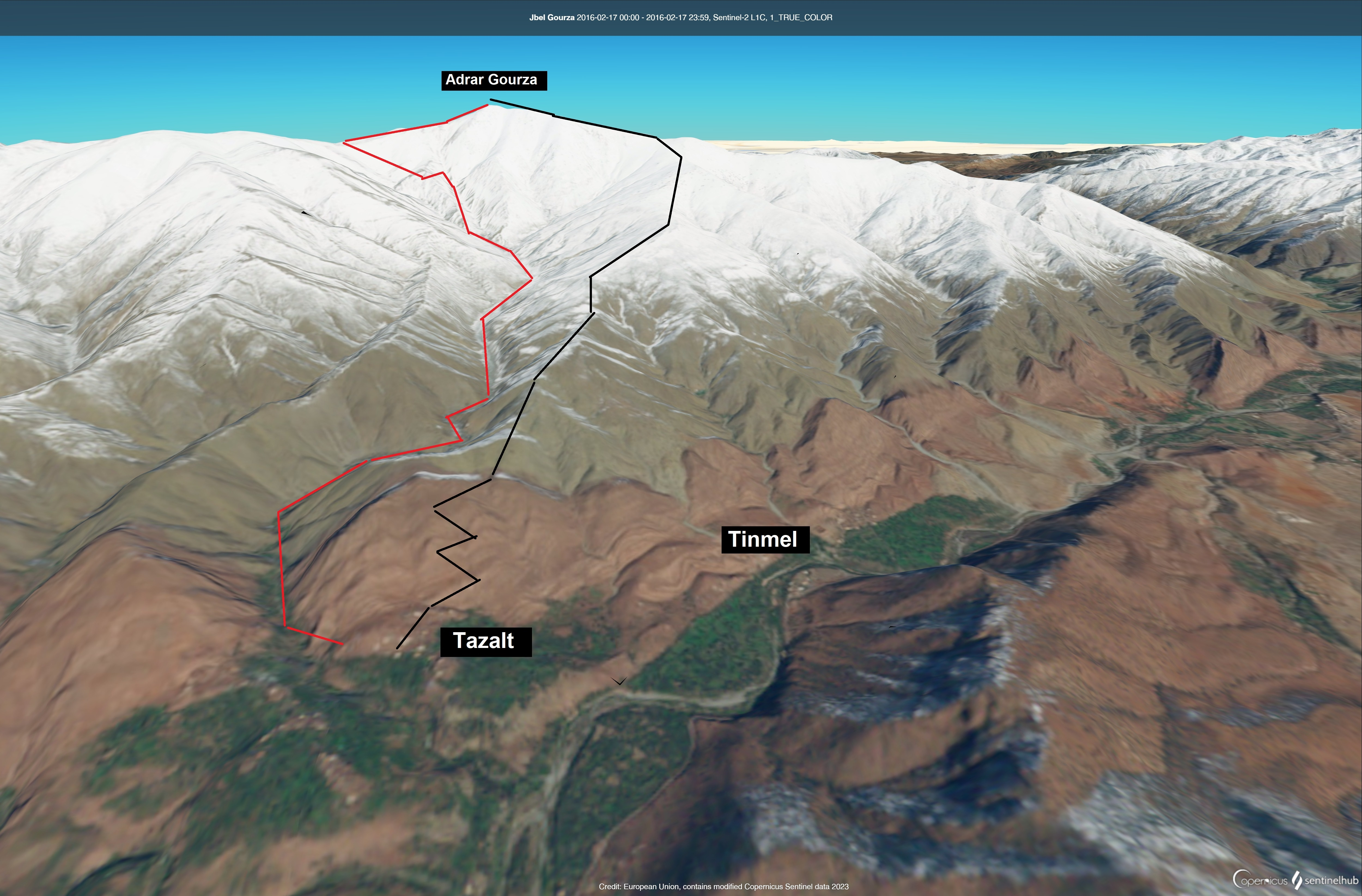
مسارات صعود القمة من تزالت (المنحدر الجنوبي الشرقي).